# Зафиров, Адальберт
Адальберт Зафиров (болг. Адалберт Зафиров род. 29 сентября 1969, София) — болгарский футболист, играл на позиции защитника. По завершении игровой карьеры — тренер.
Выступал, в частности, за клубы «Локомотив» (София) и ЦСКА (София), а также национальную сборную Болгарии.
Двукратный чемпион Болгарии. Обладатель Кубка Болгарии.

## Клубная карьера
Во взрослом футболе дебютировал в 1989 году за команду ЦСКА (София), в которой провёл один сезон, приняв участие в 14 матчах чемпионата, в котором софийские армейцы завоевали титул чемпионов Болгарии.
Не имея перспектив сразу стать игроком основного состава ЦСКА, согласился в 1990 году на переход в «Локомотив» (Горна-Оряховица). Отыграл за эту команду следующие два сезона. Позже перешёл в «Локомотив» (София). Большую часть времени, проведённого в составе софийского «Локомотива», был основным игроком защиты команды.
В 1996 году вернулся в софийский ЦСКА. На этот раз провёл в составе команды два сезона, уже как один из основных защитников.
В 1998 году попробовал свои силы за рубежом, провёл сезон в немецкой «Арминии» (Билефельд), после чего два года играл за берлинский «Унион».
Впоследствии вернулся на родину, где в начале 2000-х играл за ЦСКА, «Локомотив» (София) и «Черно море». Сезон 2003/04 провёл на Кипре, выступая за команду «Анагенниси».
Завершил профессиональную игровую карьеру в родном ЦСКА в сезоне 2004/05. Игроком основного состава защитник уже не был, однако завоевал свой второй титул чемпиона Болгарии. Впоследствии играл за ряд любительских болгарских команд.

## Выступления за сборную
В 1992 году дебютировал в официальных матчах в составе сборной Болгарии. На протяжении всей карьеры в национальной команде, которая длилась семь лет, был резервным защитником и провёл в форме главной команды страны лишь шесть официальных матчей.
Был в заявке сборной на чемпионат мира 1998 года, проходившем во Франции, однако на поле по ходу этого турнира не выходил.

## Карьера тренера
После небольшого перерыва вернулся в футбол в качестве тренера, войдя в 2009 году в тренерский штаб софийского ЦСКА. Несколько недель в 2010 году был главным тренером этой команды.
Впоследствии возглавлял команды «Калиакра» (Каварна) и «Черно море». В 2015 году был главным тренером команды «Ботев» (Враца).

## Титулы и достижения
- Чемпион Болгарии (2):

ЦСКА (София): 1989—1990, 2004—2005
- Обладатель Кубка Болгарии (1):

ЦСКА (София): 1996—1997